# Хоксненський скарб

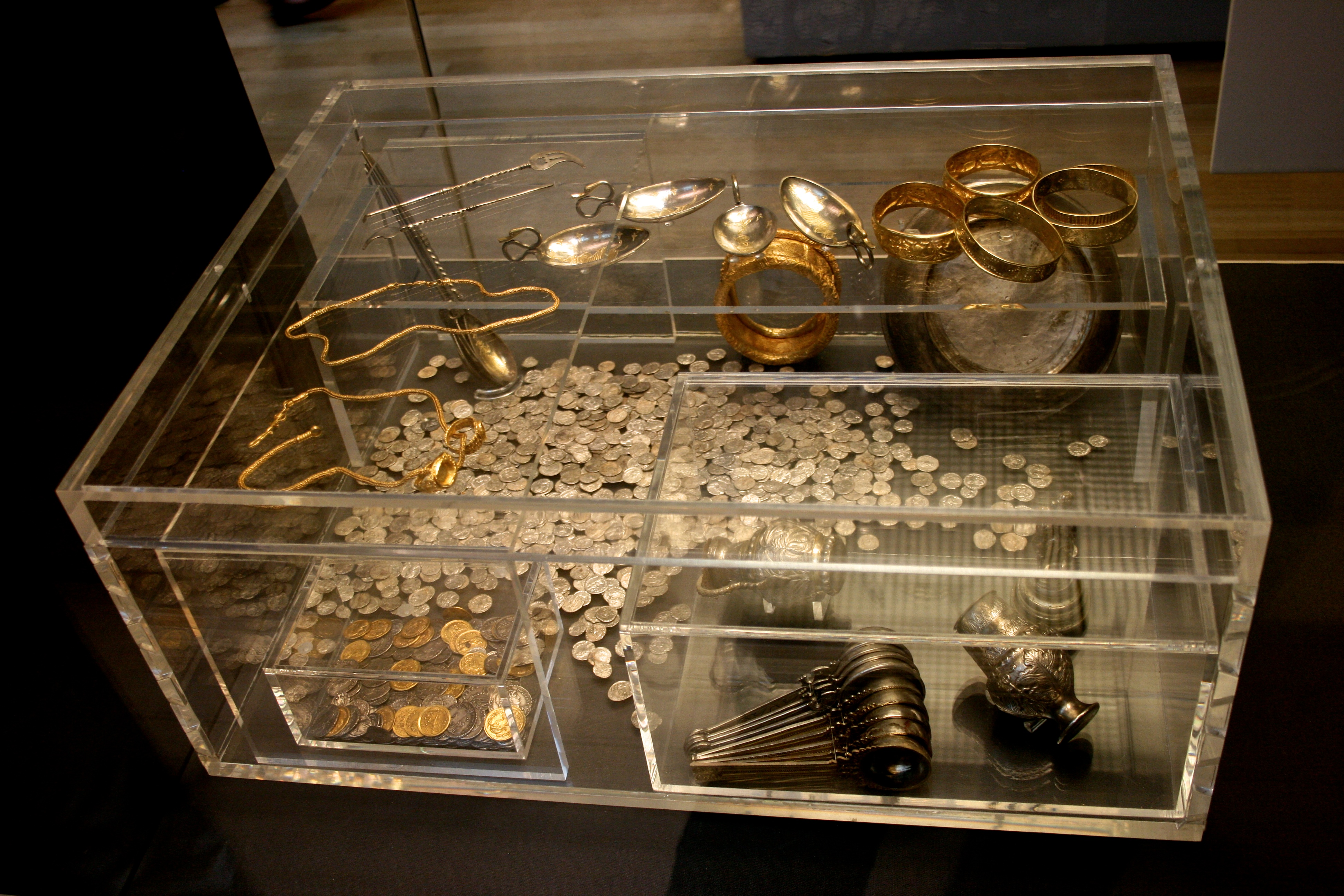
Частина Хоксненськогой скарбу, що виставлена в Британському музеї

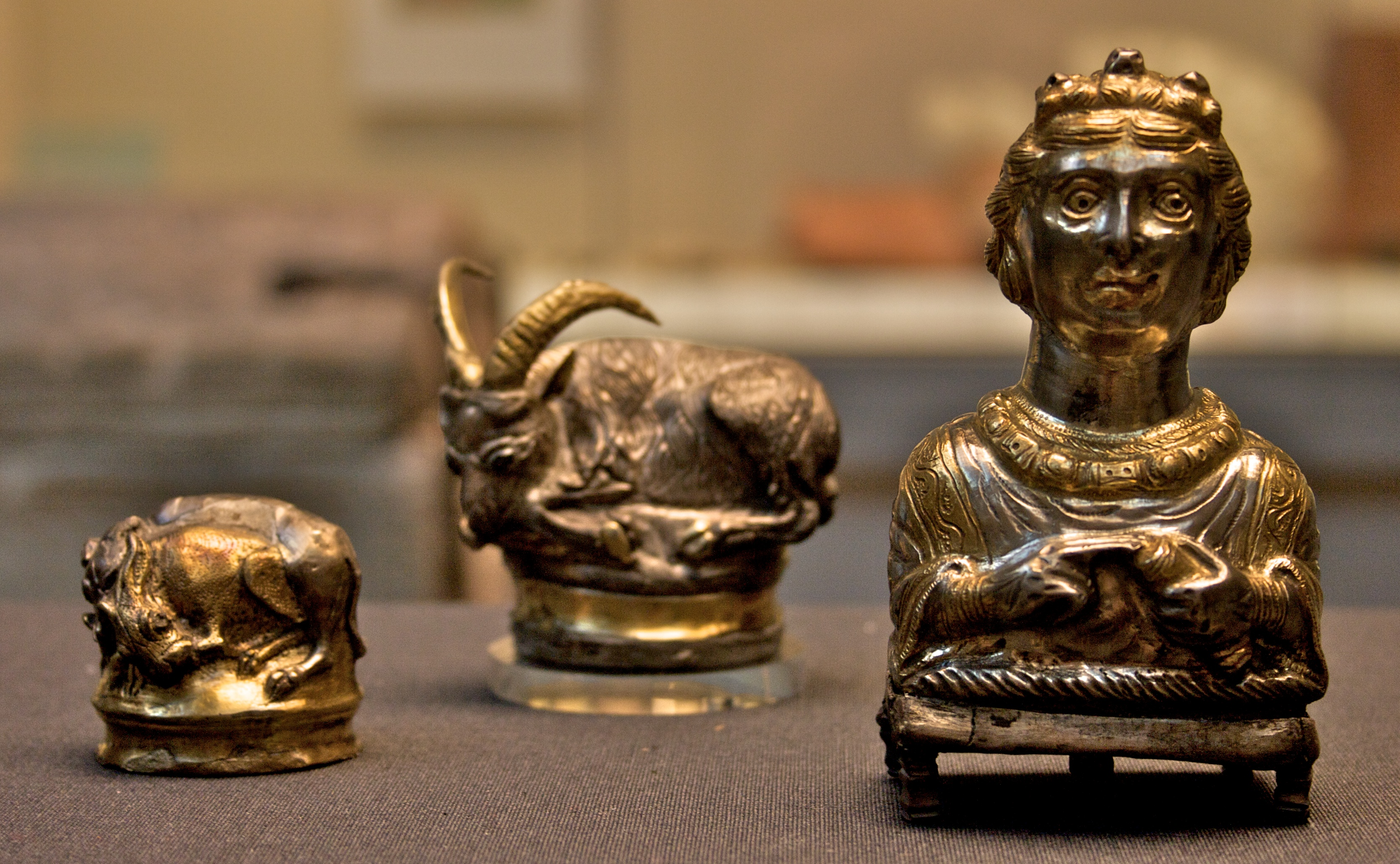
Позолочені перечниці зі скарбу, Британський музей

Хоксненський скарб (англ. Hoxne Hoard) — найбільший скарб срібла і золота епохи пізньої Римської імперії, виявлений на території Великої Британії, та найбільша колекція золотих і срібних монет IV і V століття, яка була виявлена в межах колишньої Римської імперії.

## Історія відкриття
Виявлений за допомогою металошукача в полі за 2,4 км від села Хоксн в графстві Суффолк, Англія, 16 листопада 1992. Після того, як орендар поля Пітер Вотлінг загубив на полі молоток, він попросив свого приятеля, садівника Еріка Ловса пошукати молоток за допомогою металошукача, який був у того на господарстві. 16 листопада 1992 Ловс натрапив на велику кількість золотих та срібних монет та інших предметів. Разом з Вотлінгом вони повідомили про знахідку місцеву владу та поліцію, а самі вирішили не розкопувати скарб далі, щоб не пошкодити його.
Наступного дня (17 листопада) на місце знахідки прибули численні археологи, які за кілька днів добули весь скарб, вирізавши суцільний блок ґрунту разом з усіма предметами. Зокрема був знайдений і загублений молоток, який зараз виставлено в Британському музеї разом зі скарбом.
Скарб складається з 14 865 давньоримських золотих, срібних і бронзових монет, датованих періодом кінця IV і початку V століть, і близько 200 предметів столового срібла та золотих ювелірних виробів. Об'єкти зі скарбу нині в Британському музеї в Лондоні. Найважливіші предмети скарбу та деякі інші вибрані об'єкти є частиною постійної експозиції. 1993 року Комітет з оцінки вартості скарбів оцінив скарб в 1,75 мільйона фунтів (3,02 мільйона фунтів за курсом 2010 року).

## Опис

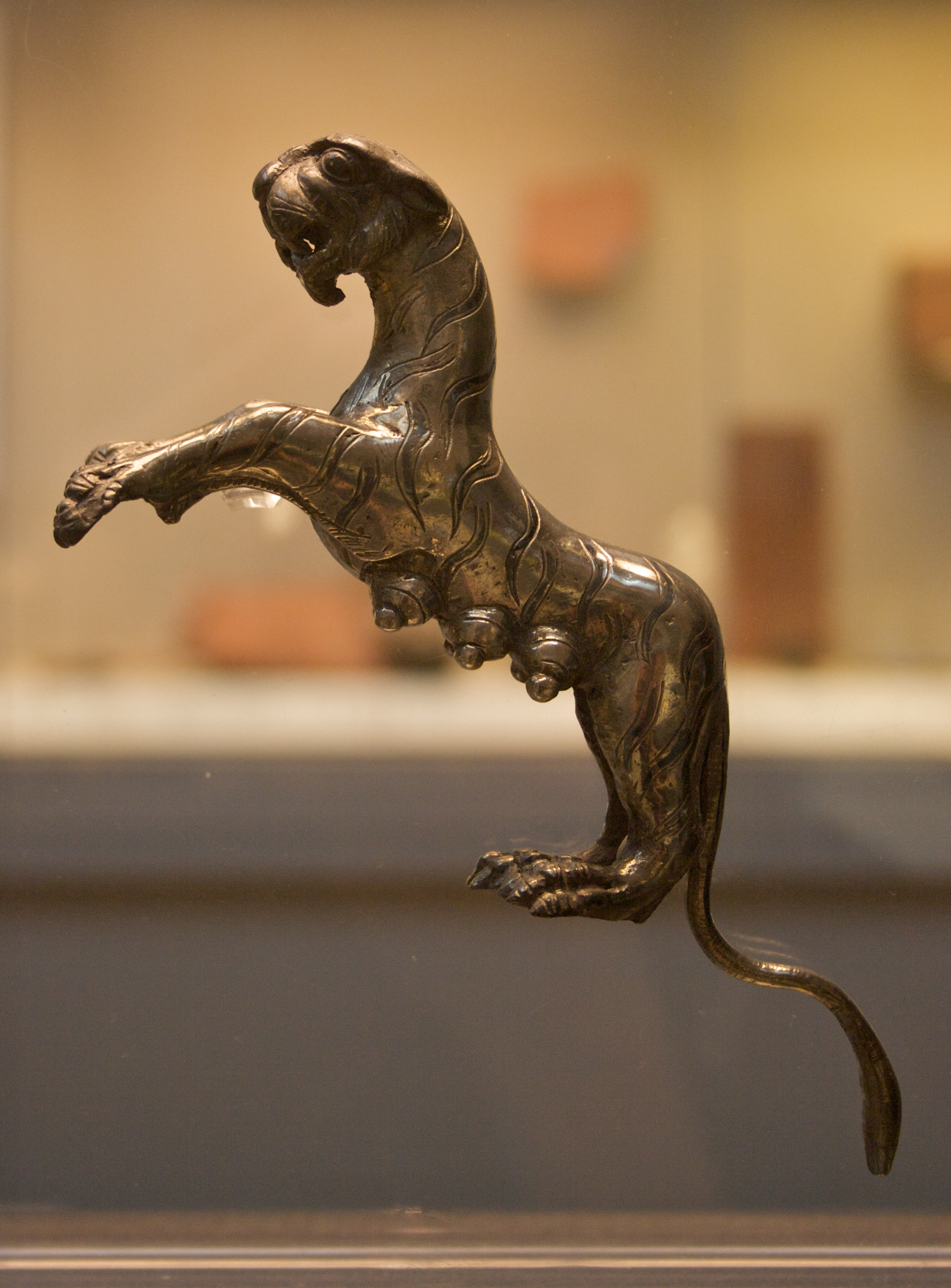
Фігурка тигриці зі срібла була вушком посудини

Скарб зберігався в невеликій дубовій скрині (60×45×30 см), наповненій предметами з коштовних металів, відсортованих в основному за типами; деякі з них були поміщені в ще менші за розміром дерев'яні скриньки з дуба та вишні, інші були у вовняних мішках або були обгорнені соломою. Під час розкопок було виявлено залишки скрині та її елементів фурнітури, таких як петлі й замок. Завдяки самій скрині скарб монет був датований приблизно 407 роком н. е., що майже збігається з передбачуваним кінцем існування Британії як римської провінції. Власники й причини захоронення скарбу невідомі, але його ретельне запакування та вміст дозволяють припустити, що скарб належав дуже заможній родині. Враховуючи відсутність в скарбі великих срібних посудин і деяких з найпоширеніших в той час видів ювелірних виробів, цілком ймовірно, що скарб є лише частиною статків його власника.
Скарб складається зі срібних та золотих монет. Вага всіх золотих монет — близько 3,5 кг, вага срібних — 23,75.
Список знайдених об'єктів:
- Монети:
  - 569 золотих монет (Солідуси)
  - 14 272 срібних монет, з яких 60 Міліарисіїв та 14 212 силікв
  - 24 бронзові сестерції
- Ювелірні та декоративно-вжиткові вироби:
  - 29 золотих ювелірних виробів
  - 98 срібних ложок та черпаків
  - Фігурка тигриці зі срібла
  - 4 срібні миски та одна маленька мисочка
  - 1 срібна кружка
  - 1 срібна ваза
  - 4 перечниці
  - окремі предмети гігієни, напр. зубочиска
  - 2 срібні защібки з-під посудин з дерева чи шкіри
- Сліди органічних матеріалів, зокрема Піксида зі слонової кістки.

Хоксненський скарб містить декілька рідкісних та важливих об'єктів, зокрема золотий натільний ланцюжок та срібні позолочені перечниці (лат. piperatoria), серед них — так звану «перечницю імператриці». Хоксненський скарб загалом становить велике археологічне значення. Хоча він був виявлений нефахівцями, всі його елементи при цьому збереглися й не постраждали. Знахідка допомогла поліпшити відносини між пошуковцями з допомогою металошукачів та археологами і вплинула на зміну англійського законодавства щодо знахідок скарбів.